# فارمر (اوهایو)
فارمر (به انگلیسی: Farmer) یک منطقهٔ مسکونی در ایالات متحده آمریکا است که در شهرستان دفیانس، اوهایو واقع شده‌است. فارمر ۲۲۸ متر بالاتر از سطح دریا واقع شده‌است.